# 黃利用
黃利用（1856年—1935年），是一位出身臺南並長年生活於埔里地區的秀才及教師。他是埔里地區「黃望家族」的開拓者之一。

## 生平
黃利用在1856年（咸豐六年）出生於臺南，他的先祖來自湖南。黃利用在年幼時讀於臺灣府學。
1875年，黃利用於臺南耶穌小學校擔任教讀，並在後來轉至岸裡大社任職。1878年（光緒四年），黃利用入埔里社堡烏牛欄的基督教會任職，並先後於烏牛欄耶穌教小學及當地的官設義學擔任教讀長達16年，也曾擔任臺灣北路協協鎮府秘書官；但是，他並非基督教徒。
清治時期末年，枇杷城庄屯番余青雲讓渡五港泉原野一半土地的開墾權與黃利用。
臺灣日治時期初，黃利用曾擔任辨務署參事，後於埔里社公學校烏牛欄分校設校時擔任漢學教師兼該分校學務委員。同時，黃利用因協助日本軍隊入埔里地區而獲任埔里社警察署警吏。
1898年（明治31年），黃利用取得鴉片煙膏鑑札，並於大埔城西門街經營「隨安商店」至1902年。
此外，黃利用也與當地平埔族群建立良好關係，並於每年農曆十一月十五舉辦「番仔過年」活動時獲邀參加，同時，他也會捐贈約2円資金作贊助費用。黃利用也與當地阿里史地區漢人王氏家族往來密切，並有2名孫女送與王家收養。

## 家族
黃利用育有長子黃敦仁等子女；日後，黃敦仁入贅當地高山族望氏家族，與秀才望麒麟的獨生女望阿參結婚。

## 紀念及遺跡

### 住宅
- 黃望古厝（埔里黃望古厝、埔里黃宅[2]）：原望麒麟宅第，於1907年及1999年因地震二度毀損並修復，為南投縣文化資產。[3][4]

## 外部連結
- 黃利用（C6_PH0055）-數位典藏與學習聯合目錄 （页面存档备份，存于）